# Landesarbeitsgericht Rheinland-Pfalz

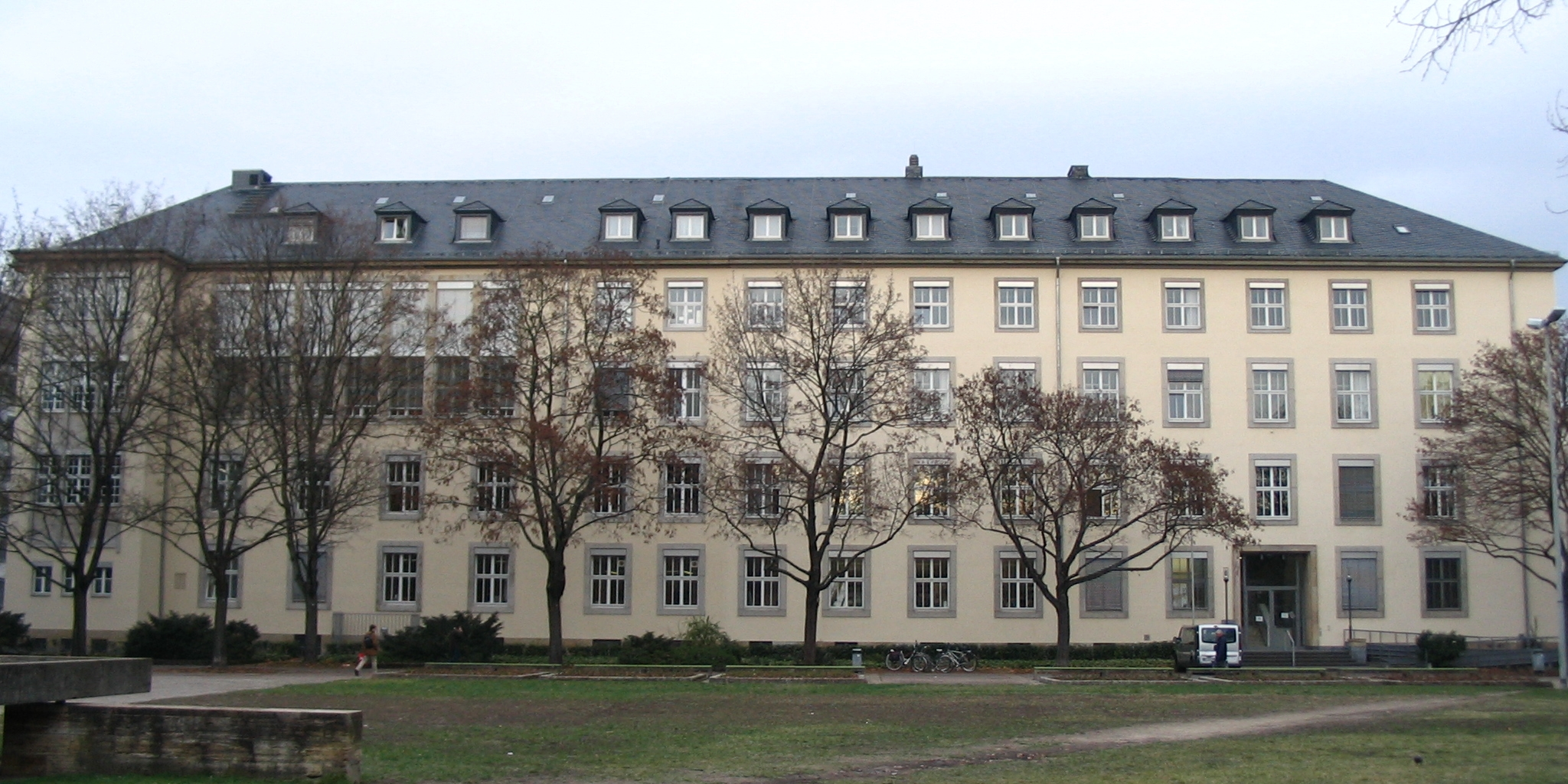
Das Gebäude des Landesarbeitsgerichts Rheinland-Pfalz, in dem auch das Landessozialgericht Rheinland-Pfalz und das Sozialgericht Mainz untergebracht sind.

Das Landesarbeitsgericht Rheinland-Pfalz ist ein Gericht der Arbeitsgerichtsbarkeit von Rheinland-Pfalz.

## Gerichtssitz und -bezirk
Das Landesarbeitsgericht (LAG) hat seinen Sitz in Mainz. Der Gerichtsbezirk umfasst das gesamte Gebiet des Bundeslandes Rheinland-Pfalz.

## Gerichtsgebäude
Das Gerichtsgebäude befindet sich am Ernst-Ludwig-Platz 1 im Bezirk Mainz-Altstadt. In ihm sind auch das Landessozialgericht Rheinland-Pfalz und das Sozialgericht Mainz untergebracht.

## Leitung

### Präsidenten
- 15. März 1949 – 14. März 1952:  Philipp Wernz
- 1. Mai 1952 – 30. Juni 1974: Valentin Kirschner
- 1. Juli 1974 – 31. Oktober 1989: Hans-Eric Philippsen
- 12. Dezember 1989 – 31. August 2006: Klaus Schmidt
- 28. September 2006 – 31. Mai 2012: Norbert Schwab
- 21. November 2012 – 30. Juni 2024: Martin Wildschütz[1]
- ab 01. Juli 2024: Matthias Hambach[2]

### Vizepräsidenten / Vizepräsidentinnen
- 10. Oktober 1948 – 9. Oktober 1951: Eugen Joetten
- 10. Oktober 1951 – 30. April 1973: Gerhard Lichtsinn
- 25. Januar 1974 – 30. Juni 1974: Hans-Erik Philippsen
- 1. Februar 1976 – 31. Juli 1991: Dieter von Paczynski
- 1. August 1991 – 31. Mai 1998: Herrmann Theisen
- 15. Juni 1998 – 27. September 2006: Norbert Schwab
- 05. März 2007 – 30. April 2013: Jürgen Stock
- 13. Mai 2013 – 30. Juni 2024: Matthias Hambach[2]
- ab  9. Oktober 2024: Anne Friedrichs

## Instanzenzug
Dem Landesarbeitsgericht Rheinland-Pfalz ist das Bundesarbeitsgericht in Erfurt übergeordnet. Nachgeordnete Gerichte sind die fünf Arbeitsgerichte Kaiserslautern, Koblenz, Ludwigshafen, Mainz und Trier.